# تپه آق تپه
تپه آق تپه مربوط به سده‌های اولیه دوران‌های تاریخی پس از اسلام است و در استان قزوین، شهرستان آوج، بخش مرکزی شهرستان آوج، روستای دشتک واقع شده و این اثر در تاریخ ۲۵ خرداد ۱۳۸۱ با شمارهٔ ثبت ۵۷۷۴ به‌عنوان یکی از آثار ملی ایران به ثبت رسیده است.